# Vincent Karle
Pour les articles homonymes, voir Karle (homonymie).
Vincent Karle est un écrivain et metteur en scène français, né le 29 avril 1976.

## Biographie
Vincent Karle est né en Lorraine mais a grandi en Provence, entre les Alpes et la Méditerranée où se trouvent les racines de sa famille, qui en partant d’Arles et Marseille remontent vers l’Espagne et l’Irlande. Depuis tout petit il a beaucoup voyagé en France et en Europe, puis aux États-Unis, et a toujours vécu entouré de livres. Durant ses études de philosophie et d’Anglais à Aix-en-Provence, Lyon ou Paris, c’est en découvrant l’œuvre de Paul Auster à l’âge de 19 ans qu’il décide de devenir écrivain.
Il commence à écrire des récits alors qu'il est enfant. Adolescent, il entame plusieurs romans qui restent à l'état de manuscrits inachevés. Puis il se plonge dans la poésie durant plusieurs années, qu'il rassemble dans un recueil auto-publié en 1999, Bribes (poèmes 1992-1999). Même si elle reste très confidentielle, cette production est importante puisqu'elle lui permet de se remettre ensuite plus durablement à la prose.

## Littérature
Le 29 avril 2006 il a 30 ans et il est à Dublin pour le 90e anniversaire de l'insurrection de Pâques 1916, où il achève son premier roman : La brume & la rosée qui paraît à l'automne et raconte les aventures de deux jeunes engagés républicains en plein soulèvement pour l'indépendance irlandaise. Le livre est le premier tome d'une série de quatre consacrés à l'histoire de l'Irlande à partir du XXe siècle, dont le deuxième épisode doit sortir d'après son auteur le 29 avril 2016. Il en donne une lecture musicale en 2009 avec les musiciens du Massalia Irish Band.
Fin 2008, des policiers expulsent des enfants sans-papiers d'une école à côté de chez lui. Colère, tristesse, peur : sous le coup de l'émotion il écrit Un clandestin aux Paradis, qui paraît chez Actes Sud en 2009 dans la collection dirigée par Jeanne Benameur. Cette première incursion en littérature jeunesse reçoit un bon accueil critique. Dans Livre & Lire, Anne-Laure Cognet apprécie « une écriture concise et coup de poing », et sur le site Ricochet dédié à la littérature jeunesse francophone, Catherine Gentile souligne une « analyse psychologique fine et sensible. Excellent pour réfléchir et débattre ». 
Réfléchir et débattre, il s'y consacre dans les années qui suivent en étant invité lors de salons et ateliers d'écriture avec de jeunes lecteurs : Fête du livre jeunesse de Villeurbanne sur le thème Résister, festival Atlantide - Les mots du monde à Nantes, Le Goëland masqué à Penmarc'h, Lire@Sénart (Créteil), librairie Les Modernes (Grenoble), Médiathèque de Martigues, collèges et lycées de Loudéac, Adolire (Morbihan). L'édition anglophone paraît chez Annick Press Publishers au Canada et aux États-Unis en 2010, l'édition allemande chez Klett Verlag l'année suivante, assortie d'une invitation par l'éditeur à Francfort puis au Centre culturel français de Essen à la rencontre des lecteurs allemands.
Dans son ouvrage Lire les sans-papiers - Littérature jeunesse et engagement paru aux éditions CNT en 2012, Claire Hugon développera une analyse comparative poussée en montrant combien le livre « décrit particulièrement bien les émotions que soulèvent la thématique des sans-papiers lorsqu'on est témoin [d'une expulsion], et peut permettre au lecteur de s'identifier : colère, révolte, émotion, culpabilité et admiration se mêlent dans les sentiments des personnages ». Cette même année,  il est invité au Salon du livre de Saint-Maur , où Le Clandestin obtient le Prix découverte ados.

## Musée & Théâtre
Un autre projet a pris forme entretemps, qui va l’éloigner momentanément de la fiction. À la suite de sa rencontre avec le photographe Guillaume Ribot il entame un long travail de recherche auprès de personnes sans-papiers. Leur idée est de donner à voir le quotidien de ces hommes et ces femmes qui ont tout risqué pour venir en France : durant trois ans ils enquêtent, rencontrent des familles, des demandeurs d’asile, recueillent leurs histoires et leurs images. Une lecture croisée avec Antoine Choplin a lieu dans une librairie de Grenoble en cours de travail. Cette série de portraits, textes et photos réalisés à quatre mains, deviendra finalement en 2012 une exposition au Musée de la Résistance et de la Déportation de l'Isère à Grenoble  ainsi qu'un livre aux éditions Le bec en l’air, sous le titre [OQTF] Obligation de quitter le territoire français. S’ensuivront des visites, rencontres et lectures, notamment dans le cadre des Journées européennes du patrimoine.
Parallèlement il mène des recherches plus personnelles autour de l’histoire de sa propre famille, sur les traces de son arrière grand-père espagnol, engagé dans l'armée républicaine espagnole durant la guerre civile en 1936 puis exilé en France durant la Seconde Guerre mondiale. Ces travaux et ces voyages fournissent la matière d’un roman sur la mémoire familiale encore inédit, mais qui a débouché en 2012 sur un atelier jeune public aux Archives départementales de Marseille.
Après le musée il se tourne vers le théâtre. En 2013 un ancien demandeur d’asile, comédien congolais exilé en France qui figure dans [OQTF], Hyppolite Onokoko Diumi, lui propose de jouer sur scène son Clandestin. Ensemble ils fondent la Compagnie du Clandestin, écrivent l’adaptation théâtrale et mettent en scène la pièce qui est créée à Grenoble le 29 avril 2014. Le spectacle, « un modèle de puissance et de sobriété » selon Le petit bulletin, tourne ensuite dans les théâtres et les salles de classe.  
À la suite de cette expérience, il continue à travailler dans le milieu du théâtre, que ce soit avec des jeunes lors d'ateliers, ou avec des comédiennes et des conteurs comme Angelina Galvani ou Jennifer Anderson. En 2016 il est de retour en Irlande pour la suite de sa "Saga irlandaise".  
Par-delà les genres et les sujets qu'il aime varier d'une œuvre à l'autre se dégagent des correspondances de dates, de personnages et de thèmes. Ses romans, qu'ils soient estampillés jeunesse, polars ou historiques, qu'ils se déroulent à Marseille, en Irlande ou en Amérique, traitent souvent des mêmes sujets : la résistance et l'engagement, l'exil et la recherche d'identité, la petite et la grande histoire...
Vincent Karle est membre de la Charte des auteurs illustrateurs jeunesse.